# Emerson (Georgia)
Emerson es una ciudad situada en el condado de Bartow, Georgia, Estados Unidos. Tiene una población estimada, a mediados de 2022, de 1449 habitantes.
Es un suburbio de la ciudad de Cartersville, en el área metropolitana de Atlanta.

## Demografía

### Censo de 2020
Según el censo de 2020, en ese momento la localidad tenía una población de 1415 habitantes.
| Raza                   | Núm. | Porc.   |
| ---------------------- | ---- | ------- |
| Blancos                | 1101 | 77.81%  |
| Afroamericanos         | 99   | 7.00%   |
| Amerindios             | 11   | 0.78%   |
| Asiáticos              | 20   | 1.41%   |
| Isleños del Pacífico   | 1    | 0.07%   |
| De otras razas         | 48   | 3.39%   |
| De una mezcla de razas | 135  | 9.54%   |
| Total                  | 1415 | 100.00% |

Del total de la población, el 14.42% eran hispanos o latinos de cualquier raza.

### Censo de 2000
Según el censo de 2000, en ese momento los ingresos medios de los hogares eran de $36,181 y los ingresos medios de las familias eran de $41,429. Los ingresos per cápita para la localidad eran de $16,270. Los hombres tenían ingresos medios por $29,250 frente a los $24,375 que percibían las mujeres.

## Geografía
La localidad está ubicada en las coordenadas 34°07′53″N 84°44′43″O / 34.13139, -84.74528 (34.131329, -84.745369).
Según la Oficina del Censo, tiene una superficie total de 22.37 km², de los cuales 22.36 km² corresponden a tierra firme y 0.01 km² están cubiertos de agua.

## LakePoint Sports
En la ciudad se encuentra el polideportivo LakePoint Sports (comúnmente llamado LakePoint o Lakepoint), uno de los principales complejos deportivos juveniles del país.
El campus dispone de instalaciones para más de 30 deportes, incluyendo béisbol, básquetbol, vóleibol y fútbol.
Cuenta con el Champions Center, un estadio de más de 15 000 m² con el piso de madera continuo más grande del mundo, en el que se pueden disputar 12 juegos de básquetbol de cancha completa o 24 juegos de vóleibol de cancha completa a la vez.